# Flying Tiger Line
Flying Tiger Line (также известная как Flying Tigers) — первая регулярная грузовая авиакомпания в США и крупный военный чартерный оператор в эпоху холодной войны как для грузов, так и для персонала (последний с арендованными самолётами). В 1988 году авиакомпанию купила FedEx.

## История
Компанию основал Роберт Уильям Прескотт. Штаб-квартира компании располагалась на территории международного аэропорта Лос-Анджелеса в Вестчестере, Лос-Анджелес, Калифорния. Роберт Уильям Прескотт назвал компанию в честь истребительного подразделения «Летающие тигры» времён Второй мировой войны, официально являвшегося 1-й американской добровольческой группой.

## Операции

### Мировой рекорд
15 ноября 1965 года модифицированный Боинг 707-349C авиакомпании Flying Tigers совершил первый в истории воздушный кругосветный полет вокруг Земли через полюса за 62 часа 27 минут. Дополнительное топливо самолёт нес в двух дополнительных баках, установленных в основной кабине.

## Флот

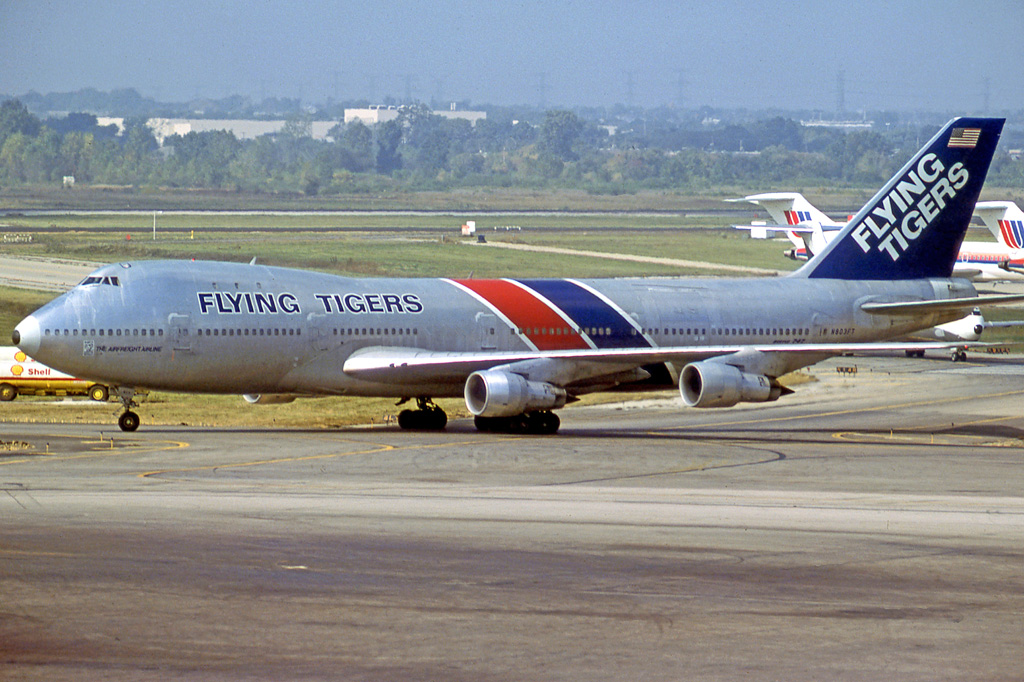

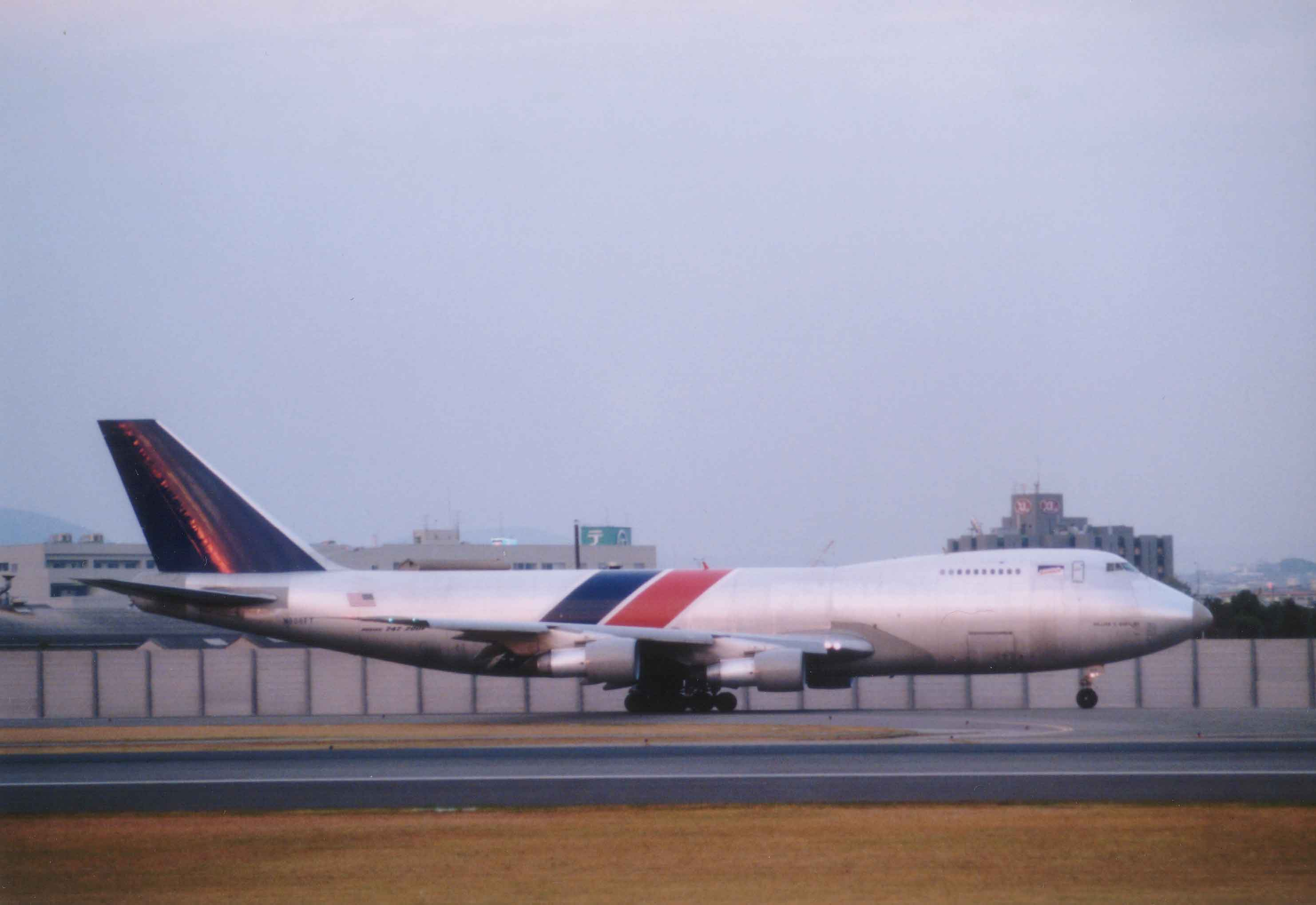
Бывший Boeing 747-200F Flying Tiger (за окном кабины есть крошечный логотип FedEx; Япония требовала, чтобы самолеты FedEx сохраняли окраску Flying Tiger в течение нескольких лет)

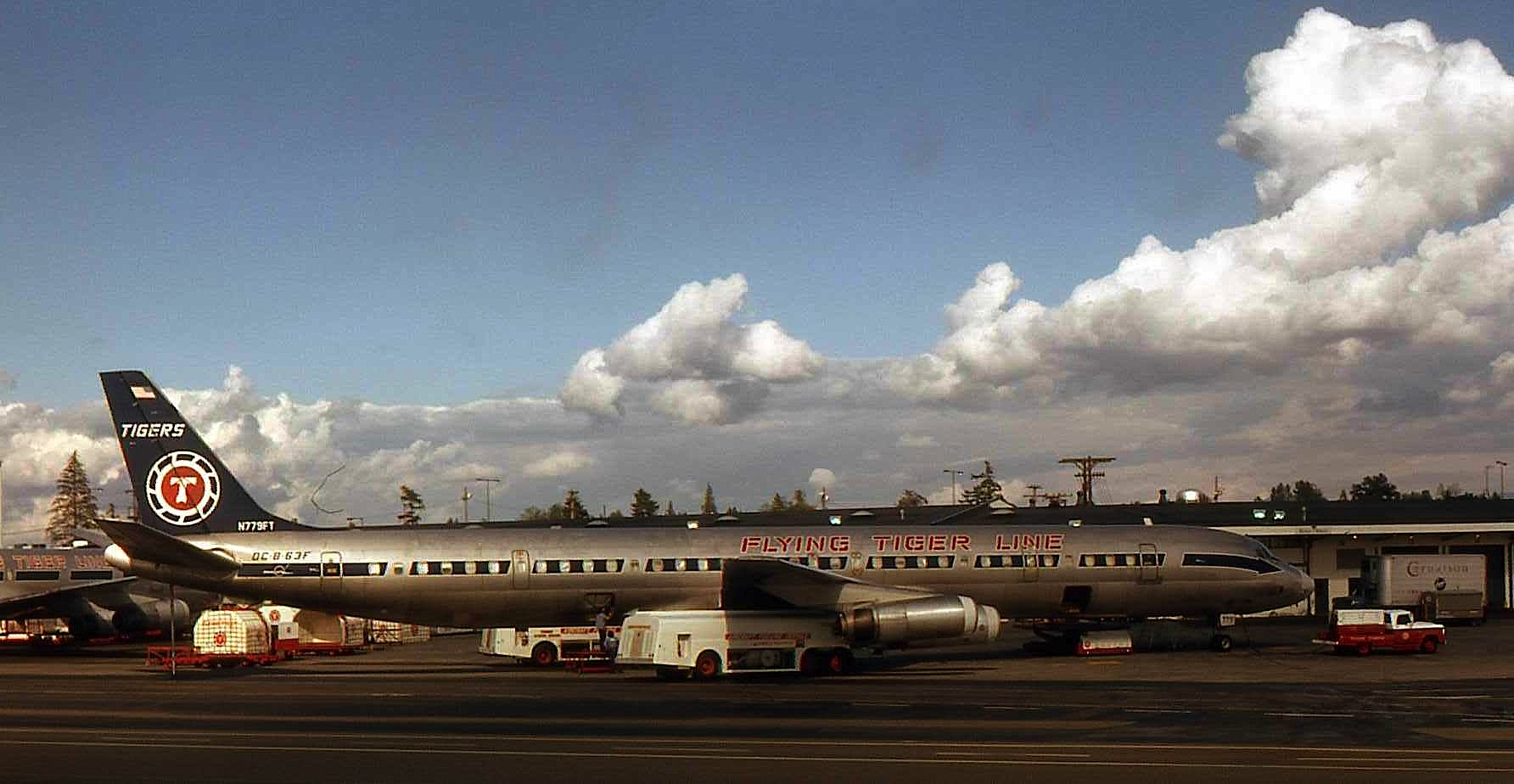

| ВС                                 | кол-во | примечание                          |
| ---------------------------------- | ------ | ----------------------------------- |
| Boeing 747−100                     | 8      |                                     |
| Boeing 747-200                     | 13     | один разбился под Куала-Лумпуром    |
| Boeing 727-100                     | 19     |                                     |
| Douglas DC-8                       | 6      |                                     |
| Curtiss C-46                       | н/д    | один разбился под Стэплтоном        |
| Douglas C-54                       | н/д    | один разбился в подножье горы Сквок |
| Loched L-1049H Super Constellation | н/д    | один исчез                          |
| Canadair CL-44                     | н/д    | один разбился в Дананге             |